# Seixanta-tres
El seixanta-tres és un nombre natural que segueix el seixanta-dos i precedeix el seixanta-quatre. S'escriu 63 o LXIII segons el sistema de numeració emprat.
Ocurrències del seixanta-tres:
- Designa l'any 63 i el 63 aC.
- És el prefix telefònic internacional de les Filipines.[1]